# Мавзолей Цяньлін

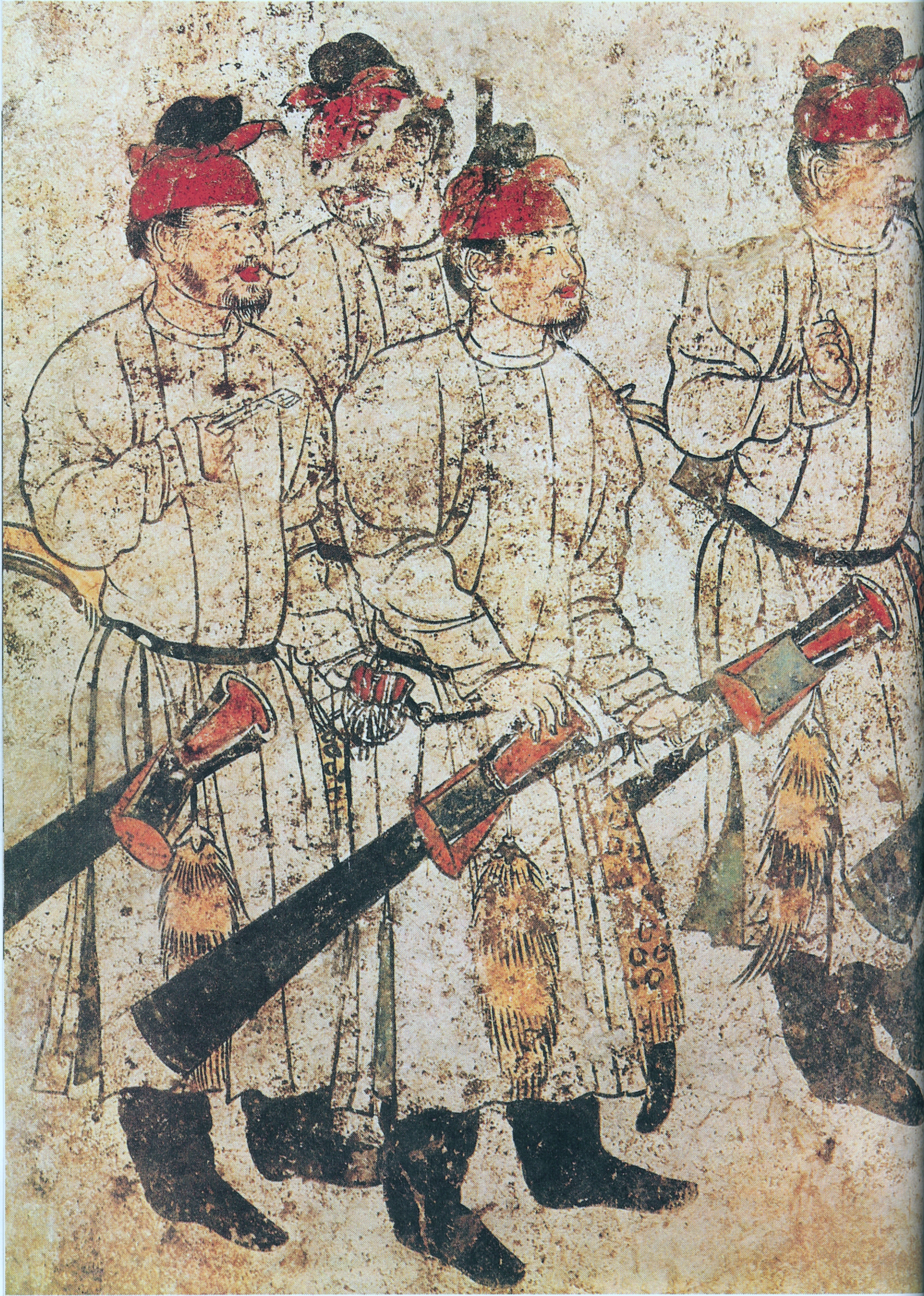
Постаті в урочистій ході, з настінних розписів могили Лі Сяня, що датується 706 роком н. е.; кожна з осіб близько 1,6 м висотою

Мавзолей Цяньлін (спрощ.: 乾陵; кит. трад.: 乾陵; піньїнь: Qiánlíng) — місце поховань династії Тан (618—907) розташоване в повіті Цянь, провінції Шеньсі в КНР, за 85 км на північний захід від Сіаню, колишньої столиці Тан. Споруджені в 684 (з додатковим будівництвом до 706), могили мавзолейного комплексу вміщують рештки різноманітних членів Дому Лі, імперської сім'ї династії Тан. Зокрема імператора Ґао-цзуна (пр. 649–83), а також його дружину , У Цзетянь, що узурпувала трон Танів та стала єдиним дійсним імператором-жінкою Китаю у 690—705. Мавзолей славиться багатьма кам'яними статуями династії Тан, розташованими над землею, а також настінними розписами, що прикрашають підземні стіни могил. Окрім головного кургану та підземної могили імператора Ґао-цзуна та У Цзетянь, також є 17 супровідних могил, або пейцзан му. Наразі лише п'ять з цих супровідних могил було відкопано археологами, три належать членам імператорської родини, одна канцлеру, і остання — генералу лівої гвардії.

## Історія

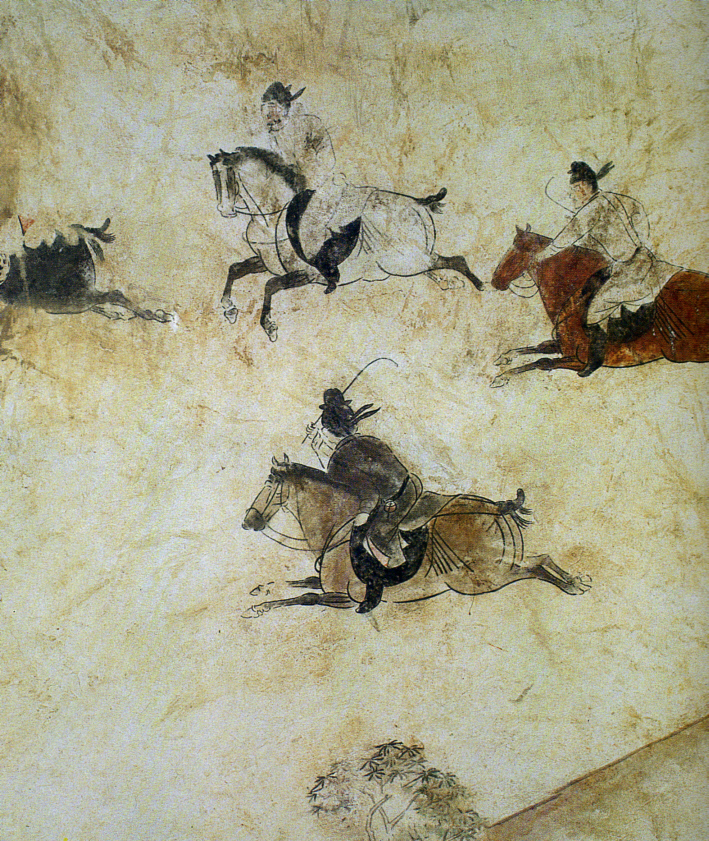
Гравці поло за грою, деталь на західній стіні коридору могили Лі Сяня

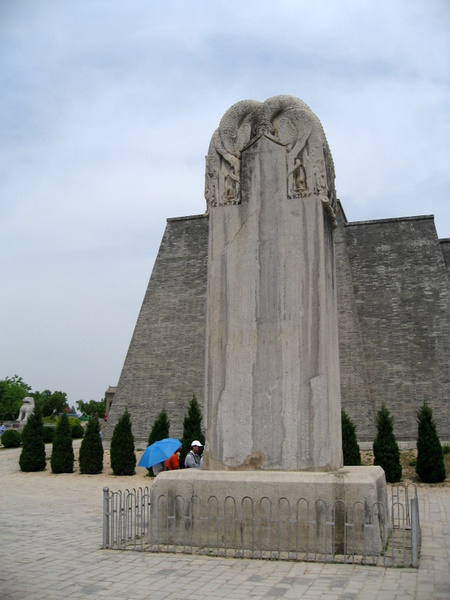
Ця 7,5-метрова «Нехарактеризована стела» збудована на честь У Цзетянь розташована на схід від воріт Фенікса в мавзолеї Цяньлінь. На відміну від інших плит мавзолею, на ній немає жодних написів. Вона важить 98 тонн та прикрашена скульптурами драконів та устриць.

Слідом за смертю імператора Ґао-цуна в 683, його мавзолей було завершено 684 року. Після його смерті У Цзетянь було поховано спільно з імператором Ґао-цуном у Цяньліні 2 серпня 706 року. Поховальні епітафії у могилах її сина Лі Сяня (Краун-принц Чжанхуай, 653–84), внука Лі Чонжуня (Принц Шао, посмертно шанований Краун-принц Їде, 682—701), та внучки Лі Сяньхуей (Леді Юнтай, посмертно шанована як принцеса Юнтай, 684—701) у мавзолеї містять записи про дату поховання як 706 н. е., що дозволяє історикам точно датувати структури та мистецькі твори могил. Дійсно ця практика династій Суй та Тан по похованню з епітафом, що вказує ім'я особи, її ран та дати смерті та поховання була послідовною серед могил імператорської сім'ї та високих придворних чиновників. Що Стара Книга Тан що Нова Книга Тан записують що 706 року син У Цзетянь імператор Чжун-цзун (пр. 684, 705–10, батько Лі Чонжуня та Лі Сянхуей, брат Лі Сяня) реабілітував жертв політичних чисток У Цзетянь та забезпечив їх почесними похованнями, включно з двома принцами та принцесою згаданими вище. Окрім супровідних могил цих членів імператорської родини, було розкопано ще дві: одна належить канслеру Сюе Юаньчао (622–83) та генералу лівої гвардії Лі Цзіньсіну.
П'ять згаданих супровідних могил було відкрито й розкопано у 1960-і та на початку 1970-х. У березні 1995 було організовано петицію до уряду КНР щодо того, щоб докласти зусиль, щоб нарешті розкопати могилу імператора Ґао-цуна та У Цзетянь.

## Розташування
Мавзолей розташований на горі Лян, на північ від річки Вей, на висоті 1049 мнад рівнем моря. До територія мавзолею оточена Леопардовою долиною на схід та Піщаним каньйоном на захід. Хоча є кургани для демаркації положення кожної з могил, більшість могильних структур є підземними. Кургани на південних вершинах називаються Найтоушань або «Соскові пагорби» через те, що за формою вони нагадують соски. Соскові пагорби, з вежами зведеними на горі кожного з них для підкреслення їх назви, формують певний прохід до мавзолею Цяньлін. Головний курган розташований на північній вершині; він є найвищим серед курганів і є поховальним місцем Ґао-цуна та У Цзетянь. Напівдорозі до верхівки північної вершини будівничі комплексу вирили 61 м вздовж та 4 м впоперек шириною тунель через скелі гори, що веде до внутрішніх кімнат розташованих глибоко всередині гори. Комплекс оригінально оточувався двома стінами, залишки яких було знайдено в наш час, включно з чотирма сторожками внутрішньої стіни. Внутрішня стіна була 2,4 м завтовшки, з загальним периметром у 5920 м, й оточувала трапецієподібну територію площею 240000 м2. Було знайдено лише кутові частини зовнішньої стіни. За династії Тан Цяньлін оточували сотні житлових будинків, у яких проживали сім'ї, що підтримували територію та будівлі мавзолею. Залишки деяких з цих будинків було знайдено. Також було знайдено фундамент будівлі дерев'яного жертовного залу розташованого біля південної брами внутрішньої стіни мавзолею.

## Шлях духів

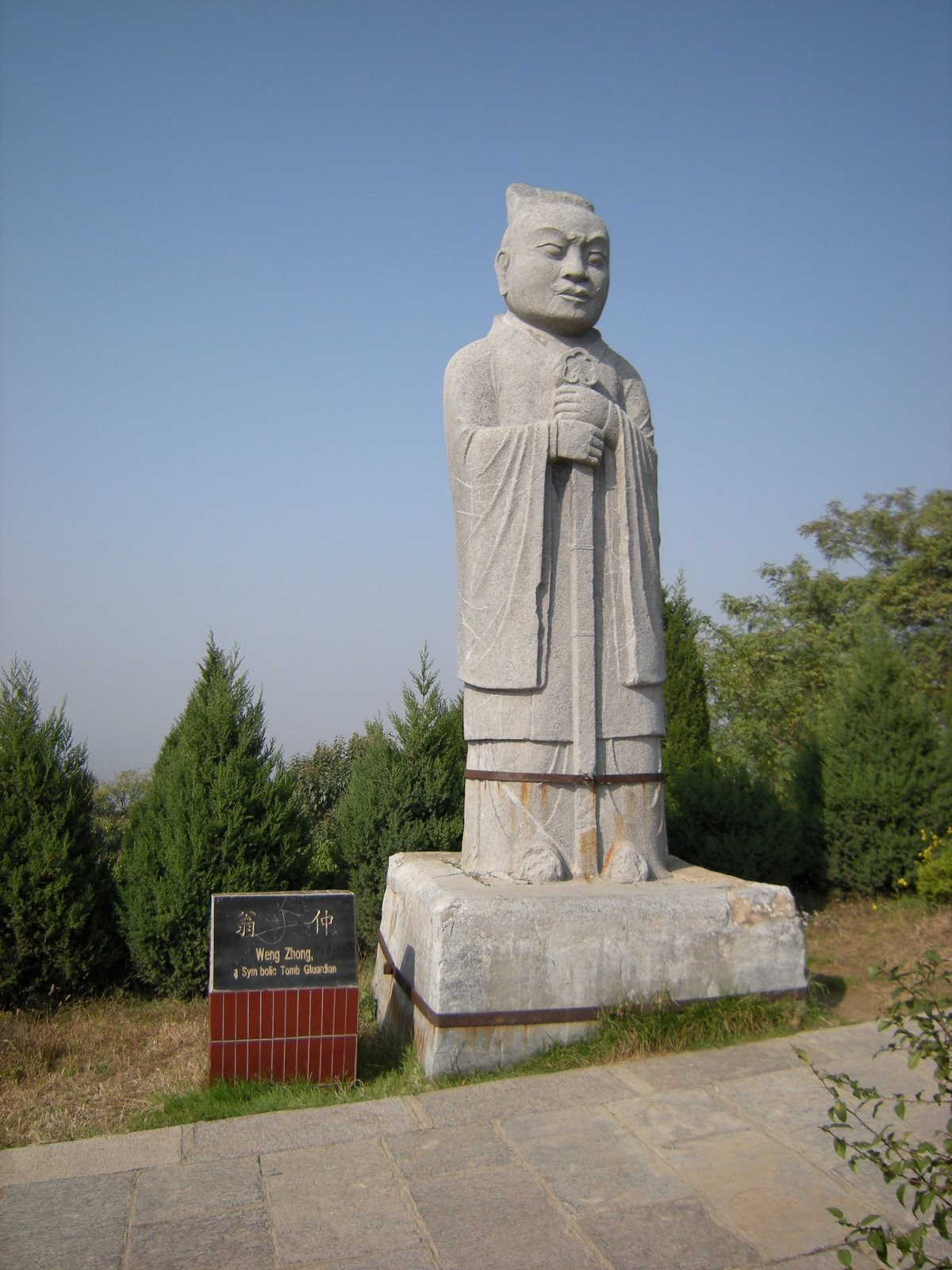
Кам'яна різьблена сторожова статуя на Шлясі духів

Кам'яні статуї послів інших країн, нині безголові

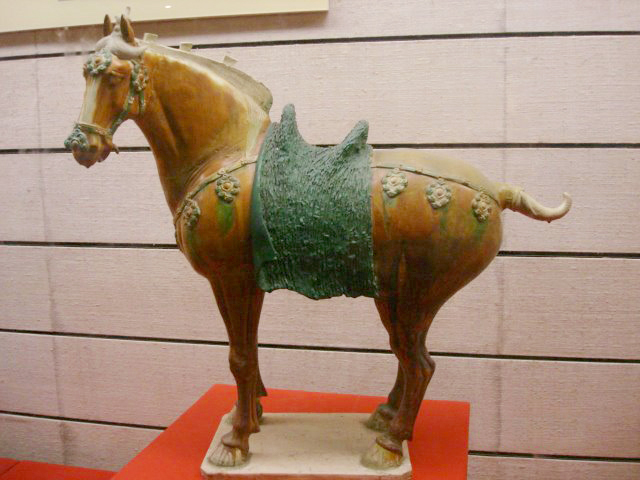
Статуетка коня з порцеляни санкай з могили Лі Чонжуня, нині перебуває на показі в Шеньсівському історичному музеї

До мавзолею веде шлях духів, який обабіч оточений кам'яними статуями, як і в могилах династій Сун та Мін. Статуї Цяньліня включають коней, крилатих коней, коней з конюхами, левів, устриць, чиновників та іноземних послів. Хан західних турків подарував двору Тан страуса, а Королівство Кушара надіслало ще одного 650 року; у різьблених рельєфах Цяньліню датованих c. 683 роком, традиційні китайські фенікси змодельовані на тілах страусів. Історик Тоня Екфелд вказує що мистецький акцент на екзотичному іноземному дарі в вигляді страуса в мавзолеї був «знаком величі Китаю та китайського імператора, не іноземців які його надіслали чи місць звідки вони прийшли». Екфелд також стверджує, що 61 статуя іноземних дипломатів, створена у 680-і, репрезентує «далекосяжну владу та міжнародне становище» династії Тан. Ці статуї, нині безголові, репрезентують дійсних іноземних дипломатів присутніх на похованні імператора Ґао-цуна. Історик Ангела Ховард зазначає, що вздовж Шляхів духів супровідних могил, таких як Лі Сяньхуейової, статуї менші або нижчої якості, меншої кількості ніж на головному Шлясі духів Цяньліну, що веде до поховання імператора Ґао-цуня та У. Окрім статуй по боках також є восьмикутні кам'яні колони призначені відлякувати злих духів. Вздовж шляху також розташована 6,3 м у висоту, рівнева стела, присвячена імператору Ґао-цуну, що має написи, що ознаменовують його досягнення; збоку від неї розташована стела У Цзетянь, яка не має жодних написів. Додаткову стелу біля головного кургану було споруджено імператором Цянлунем (пр. 1735–96) за династії Цін.

## Могили
Кімнати могил імператора Ґао-цуна та імператриці У розташовані глибоко всередині гори Лян, мода, яку було започатковано імператором Тайзунем (пр. 626–49) з його похованням у горі Цзюцзун. З 18 імператорів династії Тан 14 мали природні гори як кургани для їхніх могил. Лише членам імператорської сім'ї дозволялось мати свою могилу всередині природної гори; могили чиновників та знаті характеризувались рукотворними курганами та кімнатами могил, що були повністю під землею. Сінянь Фу писав що "Дітям імператорів дозволялись могили в формі зрізаних пірамід, а високопоставленим чиновникам та нижчим конструкторам могил дозволялись лише конічні насипи. Конічним могилам чиновників дозволялось мати одну стіну навколо них, але лише з одною брамою — на південь. Супровідні могили що донині розкопано у Цяньліні представляють собою насипи у формі зрізаних пірамід над підземними кімнатами, до яких можна отримати доступ спуском діагональними пандусами, з входами на рівні землі. Для пандусів кожної з цих могил є шість вертикальних шахт, які дозволяли опускати майно в бічні ніші пандусів.
Головний зал кожної з цих підземних могил веде до двох чотирикутних кладених цеглою погребальних кімнат з'єднаних коротким коридором; ці кімнати представляють куполовидні стелі. Могила Лі Сяня має справжні повністю зроблені з каменю двері, риса могильної моди наявна в династій Хань та Західна Цзінь, що стає більш звичною за часів династії Північна Сі. Стилістичні кам'яні двері могили Лоу Жуя 570 року дуже нагадують кам'яні двері Танів, такі як у могили Лі Сяня.
На відміну від багатьох інших могил династії Тан, скарби в імператорських могилах мавзолею Цяньлін не було розкрадено грабіжниками археології. Дійсно, у лише самій могилі Лі Чонжуня було знайдено понад тисячу предметів з золота, міді, заліза, керамічних статуеток, трикольорових порцелянових статуеток та трикольорових гончарних виробів. Загалом могили Лі Сяня, Лічонжуня та Лі Сяньхуей мали понад 4300 похованих об'єктів коли їх було розкопано археологами. Однак супровідні могили мавзолею таки були розкрадені грабіжниками археології. Серед керамічних статуеток знайдених у могилі Лі Чонжуня були коні з золоченим прикрашанням, верхи на яких сидять солдати зі зброєю та в броні, вершники, що грають на флейтах, трубах та розмахують батогами щоб гнати своїх коней. Керамічні скульптури знайдені в могилі Лі Сяня включають статуетки цивільних чиновників, воїнів та звірів для сторожіння могили, усі з яких висотою в понад метр.

## Настінні розписи

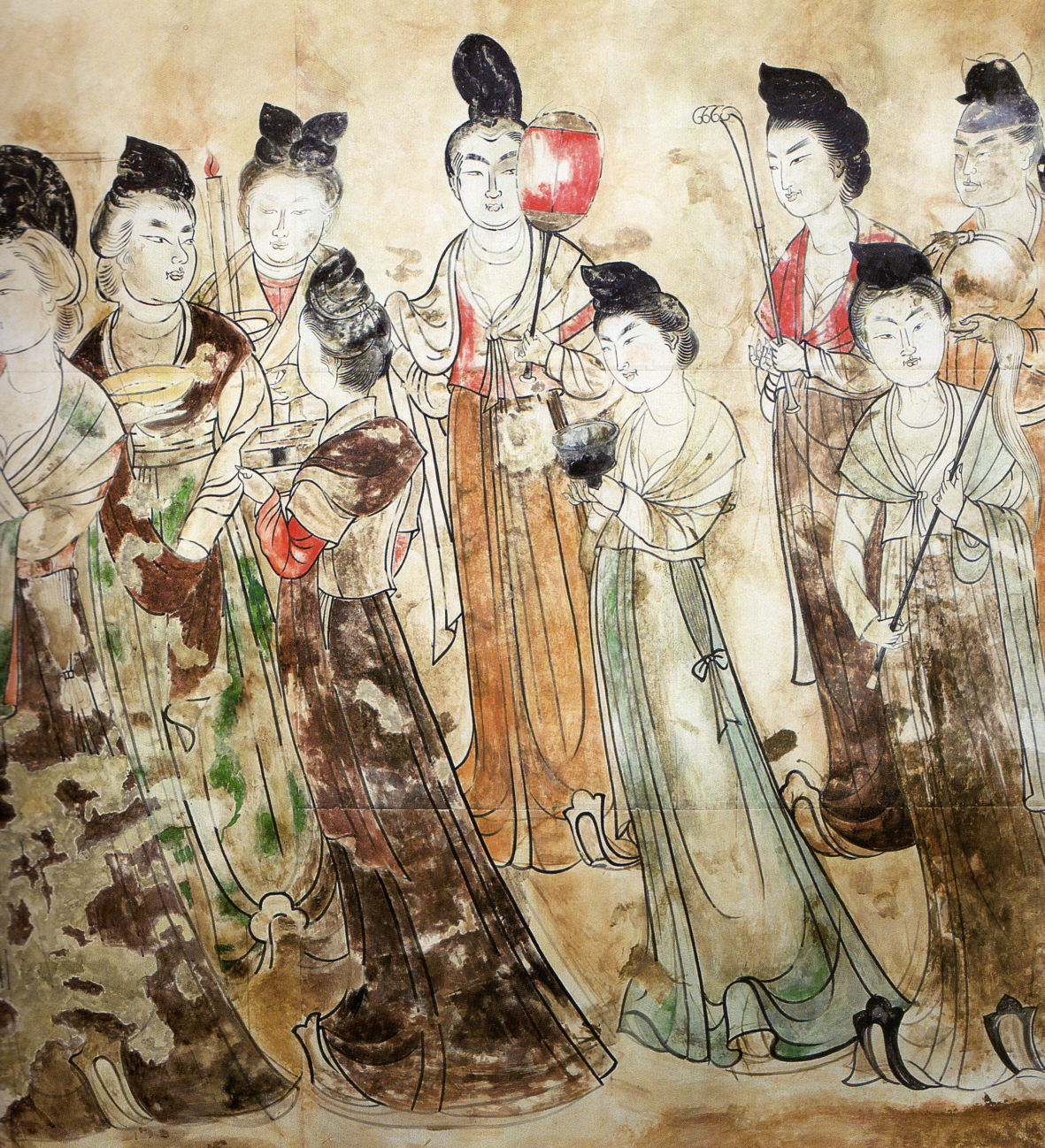
Танські придворні дами з настінного розпису могили Леді Лі Сяньхуей. Справжні розписи могили Лі Сяньхуей були замінені реплікаціями, а оригінали зберігаються в Шеньсівському історичному музеї для кращого збереження.

Донині розкопані могили Лі Сяня, Лі Чонжуня та Лі Сіаньхуей всі прикрашені настінними розписами та представляють багато шахтних входів та склепінчастих кімнат. Історик Мері Г. Фон каже, що розписи підземних залів могил Лі Сяня, Лі Чонжуня та Лі Сяньхуей є представленням роботи анонімних але професійних оздоблювачів могил аніж відомих придворних художників сувоїв. Хоча переважно це погребальне мистецтво, Фон стверджує що ці розписи могил Танів є «єдиними потрібними джерелами» до незначної кількості описів що надано в документах про живопис епохи Тан таких, як Тан Чао мінхуа лу («Шановані художники династії Тан») Чжу Цзінсюаня 840-х років та Лідай Мінхуа цзі («Запис про відомих художників послідовних династій» Чжана Яньюаня 847 року. Фон також зазначає що анонімними художниками могил династії Тан було архівовано прийом живопису з зобреження «руху через гармонію духу» або цзіюнь шеньдун — мистецтво яке критик асоціює з визначними художниками династії Тан такими як Янь Лібен, Чжоу Фан та Чень Хон. Фон пише:

«Охоронець палацу» та «Двоє сидячих слуг» з могили принца Чжана Хуая є особливо визначними в цьому розумінні. У них не лише збережено відносні різниці у віці, а й очевидно що здоровий офіцер охорони, що струнко стоїть, показує відношення поважної самовпевненості; а сидяча пара є глибоко поглинута серйозною розмовою.
Іншою важливою рисою настінних розписів могили є представлення архітектури. Хоча для істориків архітектури збереглись багато веж-пагод з каменю та цегли для дослідження, є лише шість дерев'яних залів, що залишились з VIII та IX сторіч. Вціліли лише землебитні фундаменти великих палаців столиці Танів Чан'ань. Однак, деякі з зображень дерев'яної архітектури на розписах у могилі Лі Чонжуня у Цяньліні запропоновані істориками вважатись превленням Східного палацу, резиденції краун-принца за династії Тан. За істориком Фу Сінянєм, розписи в могилі Лі Чонжуня представляють не лише будівлі столиці Танів, а й «було побачено чисельні підземні кімнати, вентиляційні шахти, купе та повітряні криниці, як індикатори чисельних дворів, головних залів, кімнат та коридорів резиденцій похованих за їх життя.» Підземний зал спускового пандусу на шляху до кімнат могили Лі Чонжуня, а також брамовий вхід перед кімнатою, представляють настінні розписи багаточастинних веж цюе схожих до тих чиї фундаменти вивчено в Чан'ані.
Анн Палудан, почесний дослідник Даремського університету, у своїх «Хроніках китайських імператорів» (1998) надає такі підписи до нижченаведених зображень настінних розписів могил Цяньліню:

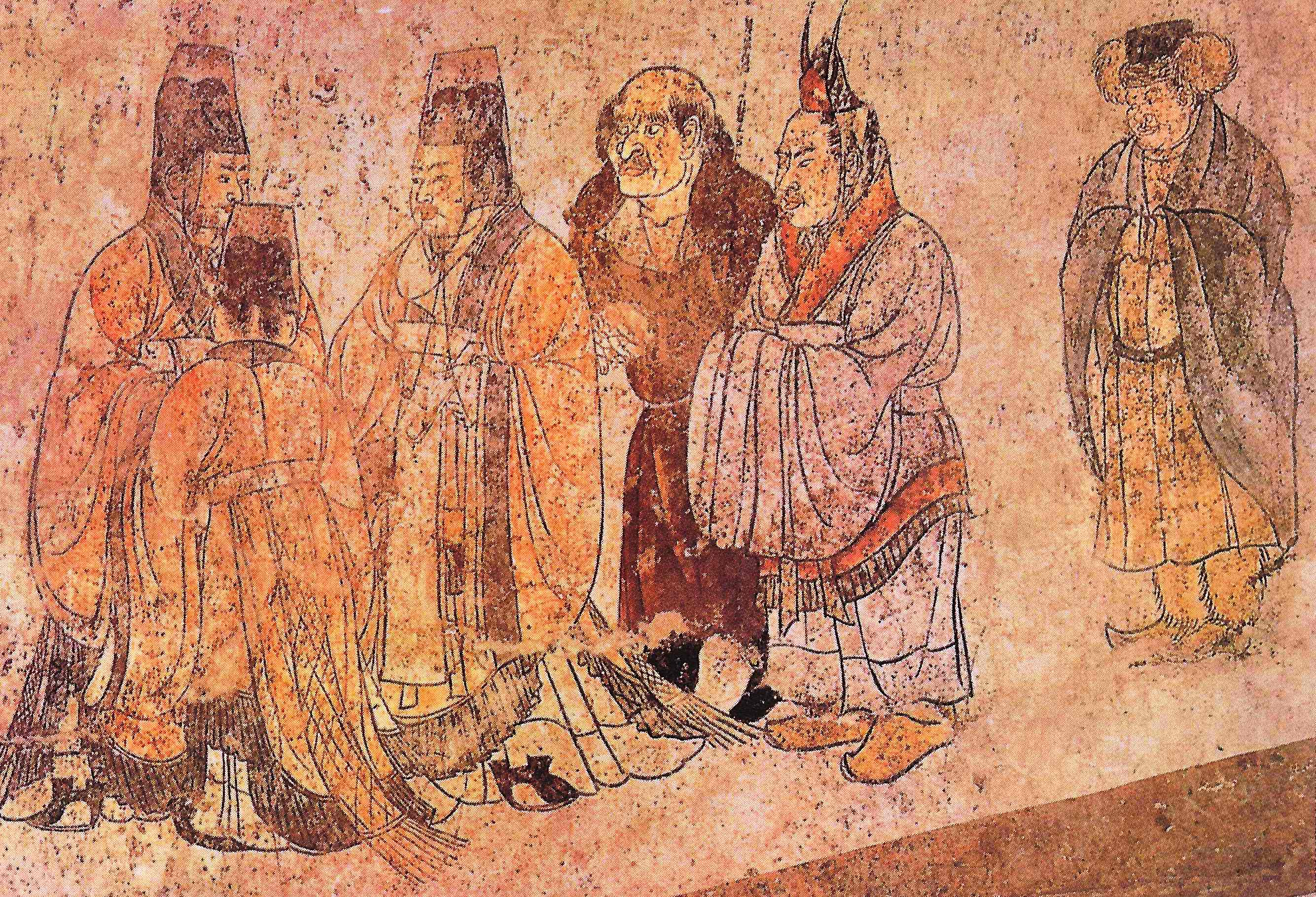
«У цьому розписі іноземні посли приймаються при дворі. Дві елегантно вбрані постаті праворуч з Кореї, особа з непокритою головою й великим носом — посланець з заходу. Настінний розпис з могили Лі Сяня, 706 рік.»[35] Хоча насправді, лише друга фігура справа — кореєць.
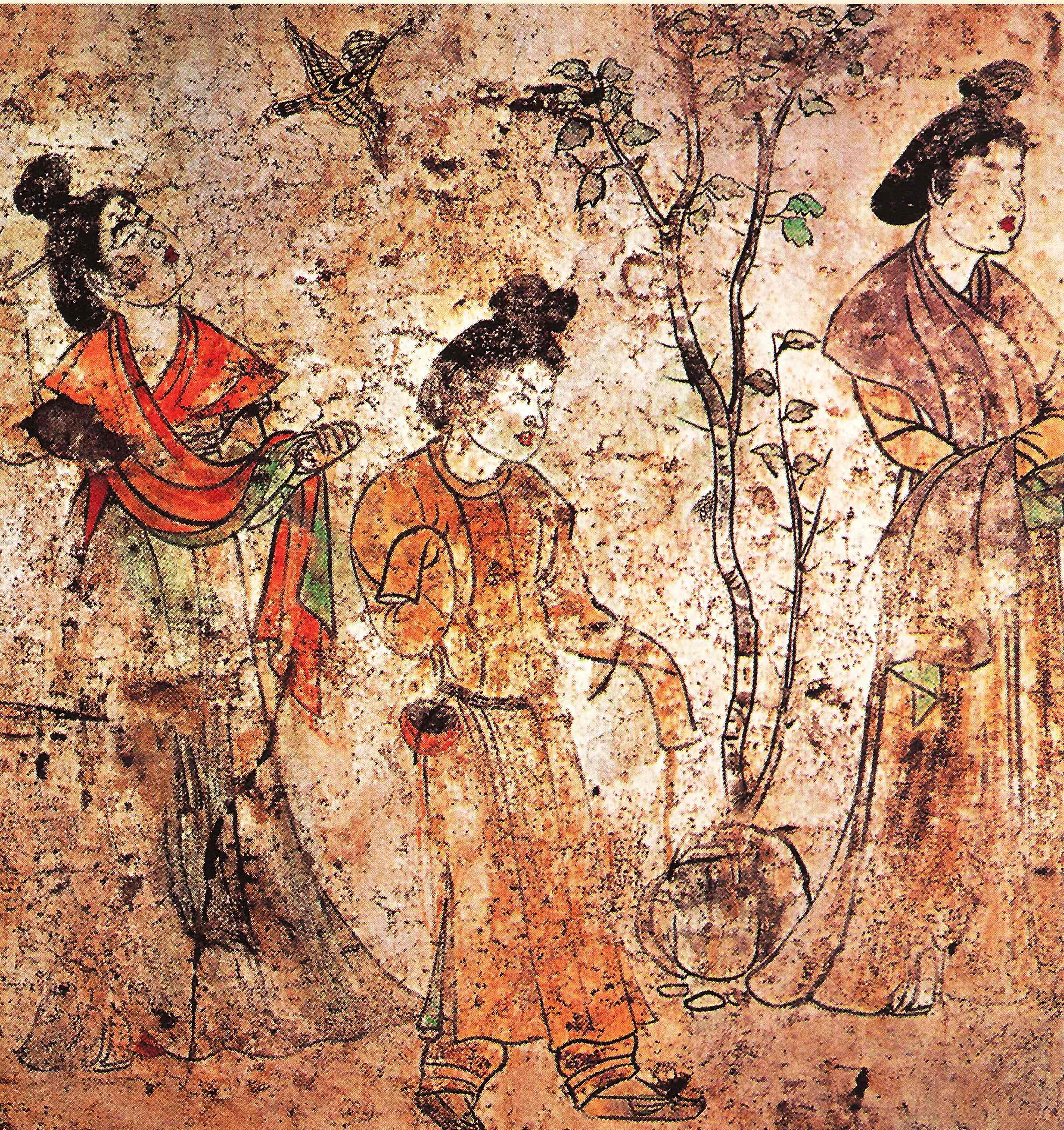
«Група палацових дам у садах коли повз пролітає одуд. Настінний розпис, могила 6 сина імператора Ґао-цуня, Лі Сяня, Цяньлінь, Шеньсі, 706 рік.»
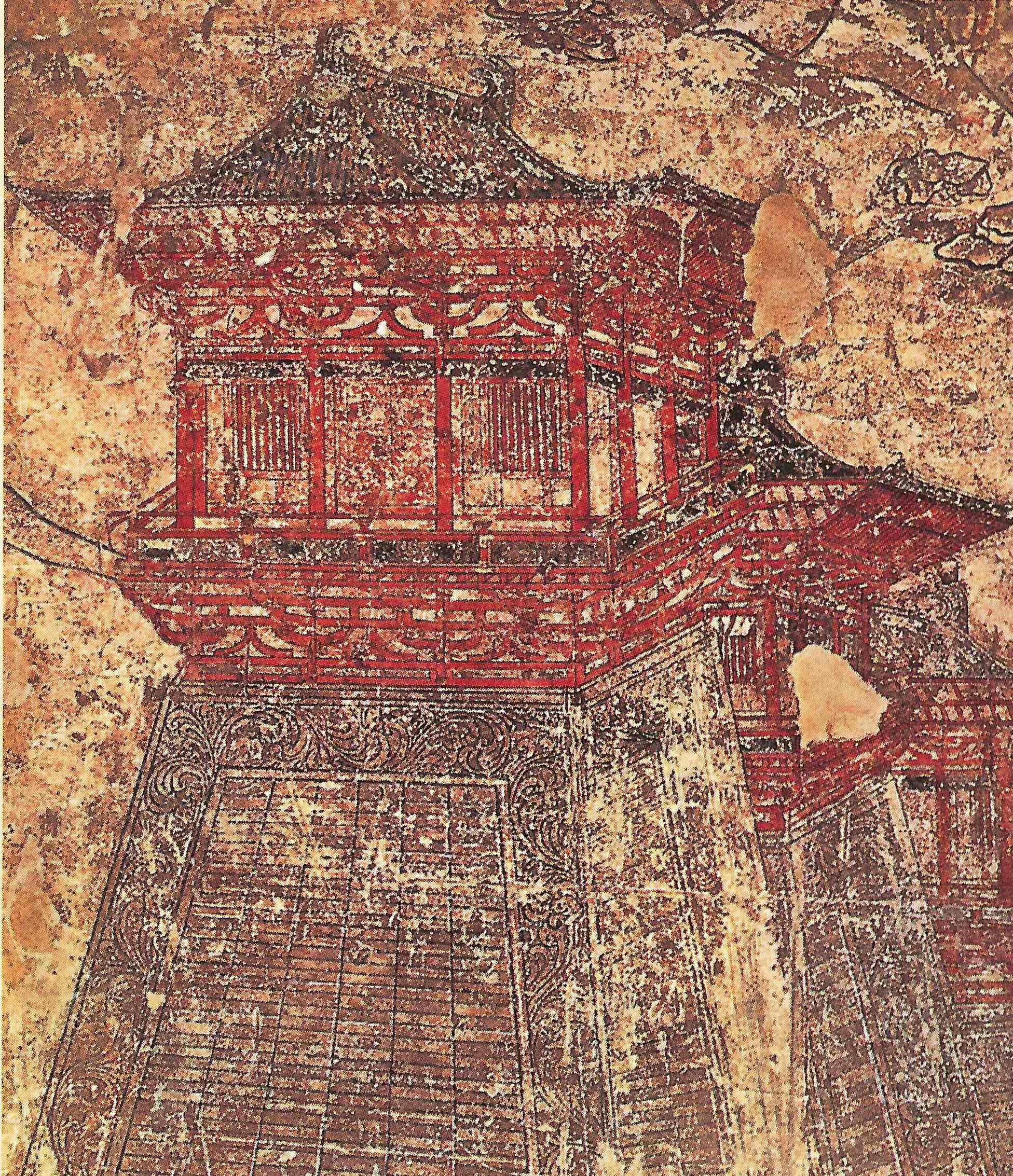
«Настінні розписи початку VIII століття у могилі принца Їде дають уявлення про велич міських стін Чан'аню з їх високою брамою та кутовими вежами.»
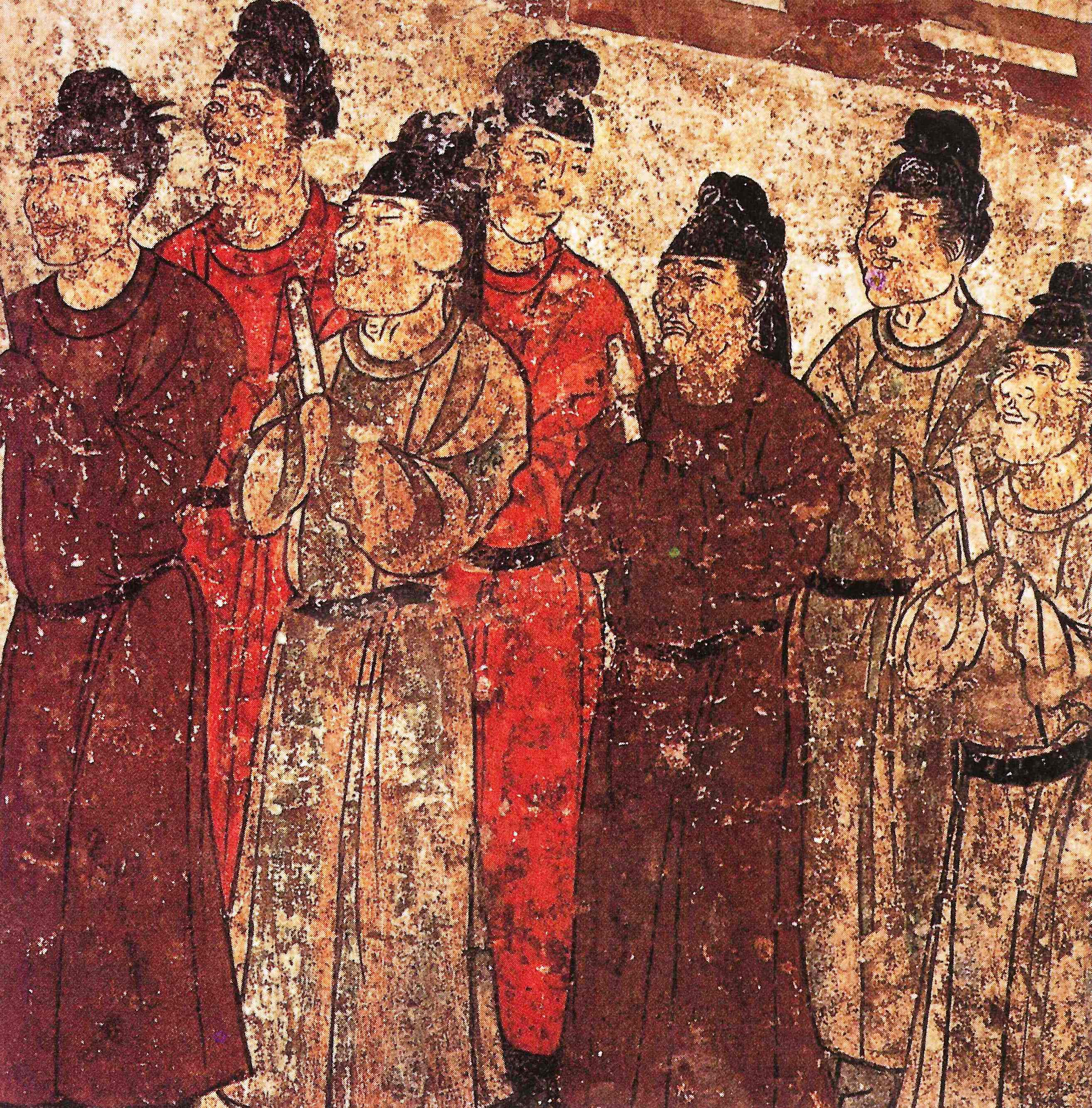
«Група євнухів. Настінний розпис з могили принца Чжанхуая, 706 рік, Цяньлін, Шеньсі."